# Beflaggung öffentlicher Gebäude in Deutschland

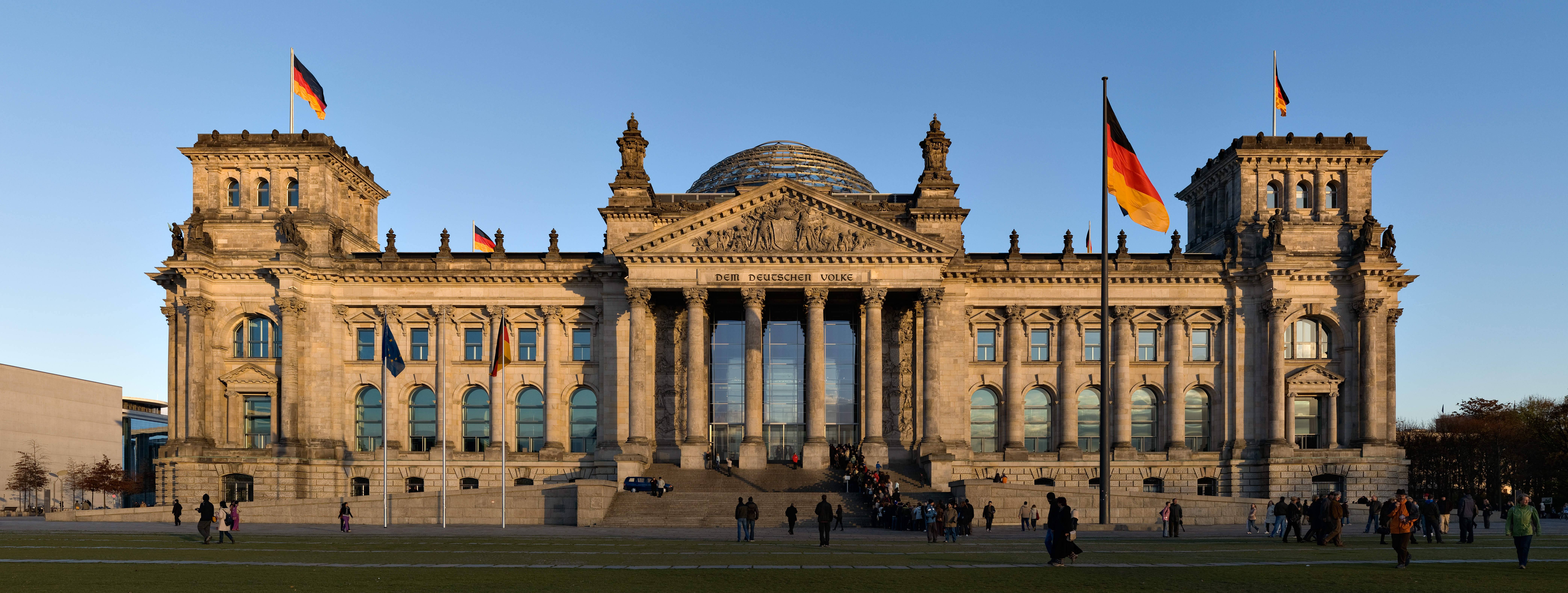
Das Reichstagsgebäude in Berlin

Vor den meisten Dienstgebäuden in Deutschland stehen Flaggenmaste. Diese sind zu bestimmten Anlässen mit Flaggen versehen. Die Dienstgebäude der obersten Bundesbehörden in Berlin und Bonn, die Zentrale der Deutschen Bundesbank sowie alle Dienstgebäude, Anlagen und Einrichtungen der Bundeswehr und der Bundespolizei werden täglich beflaggt.

## Bund

### Beflaggungsvorschriften

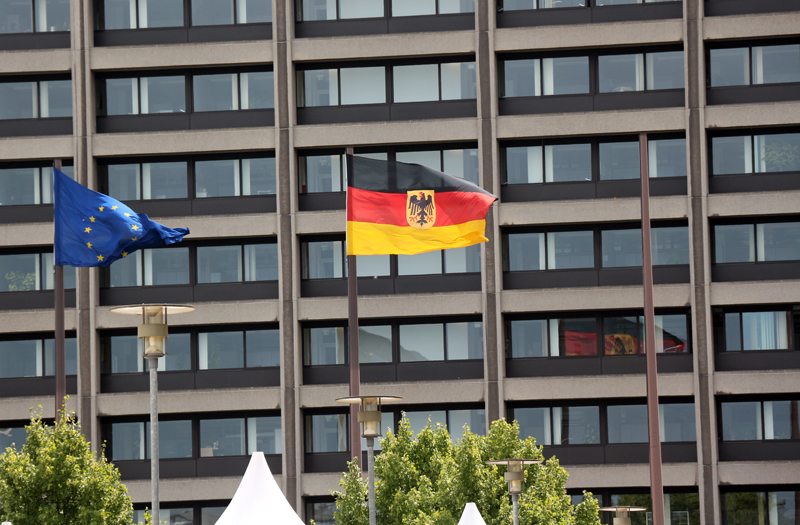
Korrekte Reihenfolge: Europaflagge und Bundesdienstflagge an der Deutschen Bundesbank-Zentrale.

Die Anordnungspraxis wie die regelmäßigen Beflaggungstage, besondere Anlässe sowie die Art der Beflaggung für die Bundesbehörden und -einrichtungen ist im sogenannten Beflaggungserlass der Bundesregierung geregelt. Die Vorschriften des Beflaggungserlasses gelten für die Beflaggung der Dienstgebäude aller Behörden und Dienststellen des Bundes sowie der Körperschaften, Anstalten und Stiftungen des öffentlichen Rechts, die der Aufsicht von Bundesbehörden unterstehen, einschließlich Bundeswehr, Bundespolizei und Bundesanstalt Technisches Hilfswerk. Die von der Bundesregierung unabhängigen obersten Verfassungsorgane Bundespräsident, Bundestag, Bundesrat und Bundesverfassungsgericht sowie die Deutsche Bundesbank regeln im Rahmen ihrer Organisationshoheit ihre Beflaggung eigenständig, orientieren sich hierbei jedoch zum Teil am Erlass der Bundesregierung.
Form und Führung der deutschen Flaggen (Bundesflagge, Standarte des Bundespräsidenten und Dienstflagge der Bundesbehörden) sind in der Anordnung über die deutschen Flaggen (FlaggAO) des deutschen Bundespräsidenten geregelt.

### Beflaggungstermine
Aus Abschnitt II. des seit dem 2. April 2005 geltenden Beflaggungserlasses der Bundesregierung geht hervor, dass an folgenden Tagen ohne besondere Anordnung zu flaggen ist (sogenannte „regelmäßige allgemeine Beflaggungstage“):
- 27. Januar – Tag des Gedenkens an die Opfer des Nationalsozialismus (Trauerbeflaggung)
- 1. Mai – Tag der Arbeit
- 9. Mai – Europatag
- 23. Mai – Jahrestag der Verkündung des Grundgesetzes
- 17. Juni – Jahrestag des Volksaufstands in der DDR
- 20. Juli – Jahrestag des Attentats vom 20. Juli 1944
- 3. Oktober – Tag der Deutschen Einheit
- 2. Sonntag vor dem 1. Advent – Volkstrauertag (Trauerbeflaggung)
- Tag der Wahl zum Deutschen Bundestag
- Tag der Wahl zum Europäischen Parlament

Dazu gehören nicht der „Nationale Gedenktag für die Opfer von Terrorismus“ welcher seit dem Jahr 2022 jährlich am 11. März begangen und an dem bundesweit trauerbeflaggt wird, der „Gedenktag für die Opfer von Flucht und Vertreibung“, welcher seit dem Jahr 2015 jährlich am 20. Juni begangen und an dem bundesweit vollmast beflaggt wird, und der „Weltschifffahrtstag“, dessen wechselnder Termin von der Internationalen Seeschifffahrtsorganisation (IMO) festgelegt wird und an dem lediglich die Bundesbehörden in den Hafenstädten der Bundesländer Bremen, Hamburg, Mecklenburg-Vorpommern, Niedersachsen und Schleswig-Holstein beflaggt werden.
Der Bundesminister des Innern kann die Beflaggung aus besonderen Anlässen anordnen (sogenannte „aktuelle Beflaggungserlasse“), z. B. bei Trauerfällen und besonderen Jahrestagen. Dies kann unter bestimmten Voraussetzungen bei regionalen politischen oder nichtpolitischen Anlässen auch regional beschränkt geschehen.
Die Dienstgebäude der obersten Bundesbehörden in Berlin und Bonn werden täglich beflaggt, ebenso die Dienstgebäude des Bundestages, der Zentrale der Deutschen Bundesbank und des Bundesverfassungsgerichts sowie die Kasernen der Bundeswehr.

### Ausführung der Beflaggung

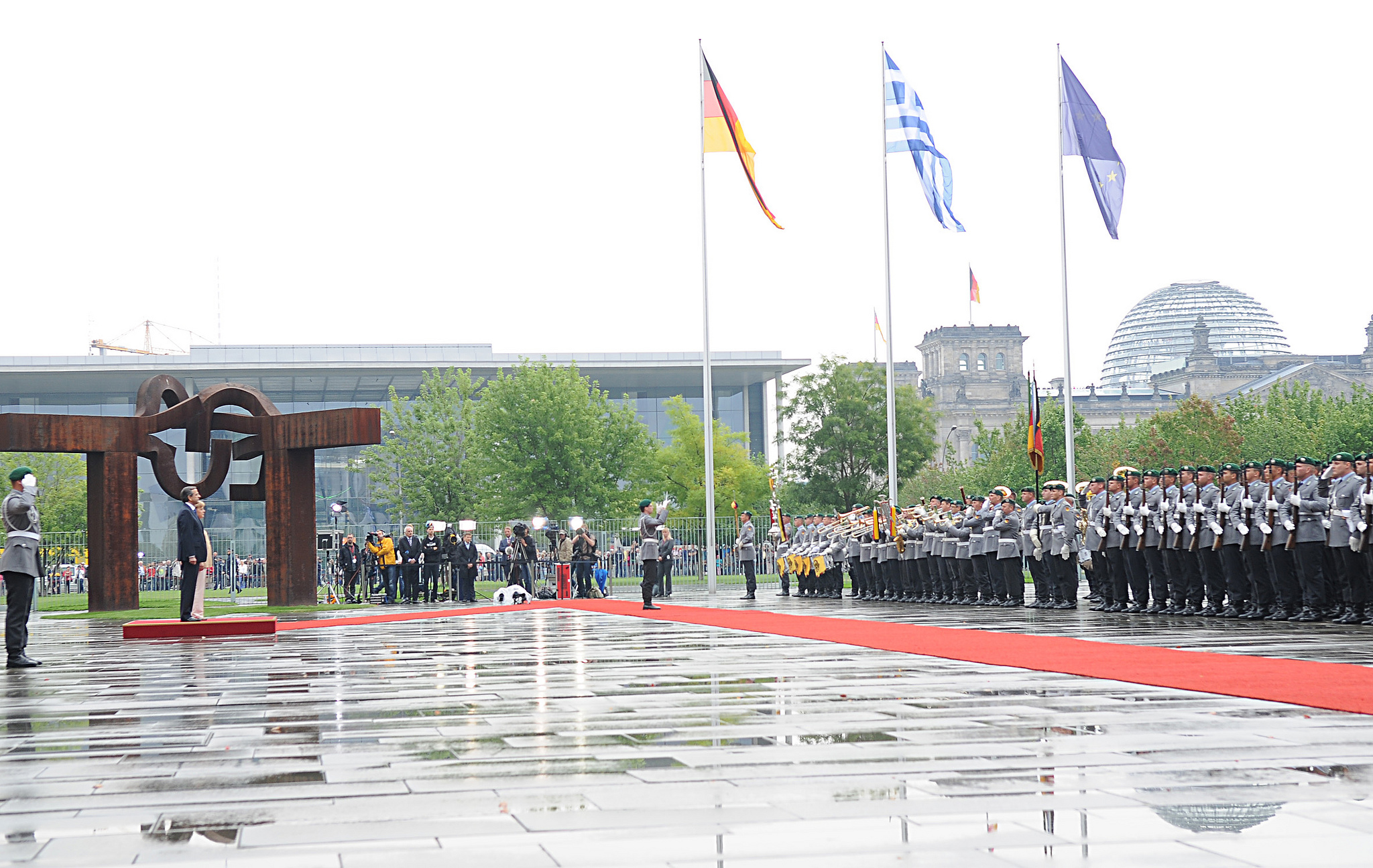
Korrekte Reihenfolge (Europa, Griechenland, Deutschland), da das entsprechende Gebäude im Rücken des Fotografen steht.

Bundesbehörden setzen die Bundesdienstflagge, Körperschaften, Anstalten und Stiftungen die Bundesflagge. In beiden Fällen ist, wenn möglich, auch die Europaflagge zu setzen. Bei regionalen und örtlichen Anlässen dürfen daneben auch die Flaggen der Länder und der Gemeinden gesetzt werden. Flaggen weiterer internationaler Organisationen oder ausländischer Staaten oder Hoheitsgebiete werden bei entsprechendem Anlass angeordnet. Wenn die Flaggen nicht nachts angestrahlt werden, wird von Sonnenaufgang, jedoch nicht vor 7 Uhr, bis Sonnenuntergang beflaggt.
Die bevorzugte Stelle einer Flaggenreihe ist mit Blick auf das Gebäude links. Die Reihenfolge der Flaggen ist:
1. Flaggen internationaler Organisationen
2. Flaggen ausländischer Staaten oder Hoheitsgebiete in alphabetischer Reihenfolge der amtlichen deutschen Kurzbezeichnung
3. Bundesdienst- oder Bundesflagge
4. Landesflaggen in alphabetischer Reihenfolge
5. Gemeindeflaggen

Der Bundestag setzt auf seinen Gebäuden die Bundesflagge, vor und auf dem Reichstag die Europa- und Bundesflagge. Gegebenenfalls wird vor dem Gebäude die Nationalflagge des Heimatstaates ausländischer Gäste gehisst. Soweit möglich werden nachts die Flaggen angestrahlt, anderenfalls eingeholt. Das Bundesverfassungsgericht setzt Europa- und Bundesflagge. An der Zentralen Gedenkstätte der Bundesrepublik Deutschland für die Opfer von Krieg und Gewaltherrschaft in Berlin werden täglich Europa-, Bundes- und Berliner Landesflagge gesetzt.
Bei Trauerbeflaggung werden Hissflaggen halbmast gesetzt: Die Flagge wird vollständig gehisst, aber sofort wieder auf die halbe Höhe des Flaggenmastes niedergeholt. Banner und Hängeflaggen werden nicht gesenkt, sondern mit einem Trauerflor versehen. Die Fahne der Einheit vor dem Deutschen Bundestag ist als Denkmal in der Regel von Trauerbeflaggungen ausgenommen.

## Länder
Einige Länder beschränken sich wie der Bund mit einer einfachen Verwaltungsvorschrift auf Beflaggungsregelungen für die eigene Verwaltung und geben den ihrer Aufsicht unterliegenden Gebietskörperschaften und anderen öffentlich-rechtlichen Einrichtungen nur Empfehlungen. Andere Länder schreiben dagegen Gemeinden und Gemeindeverbänden ebenso wie anderen öffentlich-rechtlichen Einrichtungen ebenfalls die Beflaggung vor, wozu mindestens eine Verordnung auf Grund einer entsprechenden gesetzlichen Ermächtigung erforderlich ist. Hinzu kommt gelegentlich auch hier eine Verwaltungsvorschrift.
Die Länder übernehmen in der Regel die Beflaggungstage des Bundes, die meisten haben einige zusätzliche regelmäßige Beflaggungstage. Es gibt auch vereinzelte Abweichungen bei der Festlegung der bevorzugten Position, bei der protokollarischen Einordnung der Europaflagge und bei der Frage der Priorität des Hissens von Europa- oder Gemeindeflagge. Flaggen historischer Landesteile können ebenfalls eine Rolle spielen.

### Baden-Württemberg
Baden-Württemberg wendet für die Beflaggung von Dienstgebäuden des Landes den Erlass der Bundesregierung sinngemäß an. Der Ministerpräsident ordnet weitere Beflaggungen besonders an. Dies geschieht regelmäßig für den Tag der Wahl des Landtages. Den vom Land beaufsichtigten Körperschaften, Anstalten und Stiftungen des öffentlichen Rechts ist ein entsprechendes Vorgehen empfohlen.

### Bayern
Die bayerische Flaggen-Verwaltungsanordnung schreibt die Beflaggung der Staatsbehörden an denselben Tagen vor wie der Bundeserlass, zusätzlich am:
- 1. Dezember – Jahrestag zum Volksentscheid zur Annahme der Verfassung im Jahre 1946
- Tag der Landtagswahl

Weitere Beflaggungen können besonders angeordnet werden. Den Gebietskörperschaften und den übrigen Körperschaften, Anstalten und Stiftungen des öffentlichen Rechts wird empfohlen, entsprechend zu verfahren.
Die Anordnung der Flaggen wird gegenüber dem Bund unterschiedlich gehandhabt. Grundsätzlich werden die bayerische Staatsflagge und die Bundesflagge, nach Möglichkeit auch die Europaflagge, gemeinsam gezeigt. Die bevorzugte Stelle, die in der Regel der Bundesflagge gebührt, ist in der Mitte, die Staatsflagge wird vom Inneren des Gebäudes gesehen rechts gesetzt. Am Europatag wird die Europaflagge an der bevorzugten Stelle gesetzt.

### Berlin
Die Berliner Beflaggungsverordnung schreibt für die Behörden des Landes sowie für die seiner Aufsicht unterstehenden Körperschaften, Anstalten und Stiftungen des öffentlichen Rechts dieselben Beflaggungstage vor wie der Bundeserlass, zusätzlich am:
- Jahrestag des 18. März 1848
- Tag der Wahl des Bundespräsidenten
- Tag der Wahl des Abgeordnetenhauses und der Bezirksverordnetenversammlungen von Berlin

Weitere Beflaggungen werden von der Senatsverwaltung für Inneres und Sport oder von den Bezirksämtern angeordnet.

### Brandenburg
- 1. Sonntag im September – Tag der Heimat

### Bremen
Beflaggung wie Bund

### Hamburg
- 1. Januar – nur Rathausmarkt und Rathaus
- 7. Mai – Überseetag
- Wahl der Hamburgischen Bürgerschaft

### Hessen
- 3. Sonntag im September – Gedenktag für die Opfer von Flucht, Vertreibung und Deportation und Tag der Heimat[9]
- 1. Dezember – Jahrestag des Inkrafttretens der Verfassung des Landes Hessen
- Landtagswahlen
- Kommunalwahlen

### Mecklenburg-Vorpommern
Das Hoheitszeichengesetz schreibt den Dienststellen des Landes, der Gemeinden und der Gemeindeverbände sowie der übrigen der Aufsicht des Landes unterliegenden Körperschaften und Anstalten des öffentlichen Rechts die Beflaggung nach Bestimmung durch den Innenminister vor. Dieser hat in der Verordnung zur Bestimmung der regelmäßigen Beflaggungstage Beflaggung zu denselben Terminen wie im Bundeserlass festgelegt, zusätzlich am:
- Tag der Landtagswahlen
- Tag allgemeiner Kommunalwahlen

Weitere Beflaggungen bestimmt der Innenminister im Einzelfall. Grundsätzlich sind die Bundesflagge und die Landesdienst- bzw. Landesflagge zu zeigen, nach Möglichkeit auch die Flagge der Europäischen Union. Zusätzlich können die traditionellen Flaggen des jeweiligen Landesteils gesetzt werden: blau-gelb-rot in Mecklenburg und blau-weiß in Vorpommern. Der Landtag setzt die Landesdienstflagge und beide historischen Flaggen. Die Körperschaften können außerdem die von ihnen geführte Flagge setzen.

### Niedersachsen
Die Ausführungsbestimmungen zum niedersächsischen Wappengesetz schreiben den Dienststellen des Landes die Beflaggung der Dienstgebäude an denselben Tagen vor wie der Bundeserlass, zusätzlich am:
- 1. Juni – Jahrestag des Inkrafttretens der Niedersächsischen Verfassung
- Tag der Wahlen zum Landtag
- Tag allgemeiner Kommunalwahlen

Weitere Beflaggungen ordnet die Staatskanzlei an.
Bei der Beflaggung werden grundsätzlich die Europaflagge, die Bundesflagge und die Landesflagge gesetzt. Der Europaflagge gebührt vor der Bundesflagge, der Bundesflagge vor der Landesflagge und der Landesflagge vor den übrigen Flaggen die bevorzugte Stelle an der linken Seite von außen auf das Gebäude gesehen. Können aus technischen Gründen nicht mehr als zwei Flaggen gesetzt werden, so sind die Bundesflagge neben der Landesflagge, bei einem Fahnenmast nur die Landesflagge zu setzen.
Dienststellen in den ehemaligen Ländern Hannover, Oldenburg, Braunschweig und Schaumburg-Lippe können die jeweilige ehemalige Landesflagge neben der niedersächsischen zeigen. Den der Aufsicht des Landes unterliegenden Körperschaften, Anstalten und Stiftungen des öffentlichen Rechts wird ein entsprechendes Vorgehen empfohlen.

### Nordrhein-Westfalen
Die Beflaggungsverordnung des Landes Nordrhein-Westfalen schreibt auf Grund des Gesetzes über das öffentliche Flaggen für das Land, alle Gemeinden und Gemeindeverbände sowie der Landesaufsicht unterliegende weitere Körperschaften und Anstalten des öffentlichen Rechts die Beflaggung der Dienstgebäude an denselben Tagen vor wie der Bundeserlass, zusätzlich am:
- 23. August – Jahrestag der Gründung des Landes Nordrhein-Westfalen 1946
- Tag der Wahlen zum Landtag
- Tag allgemeiner Kommunalwahlen

Weitere Beflaggungen bestimmt das Innenministerium. Abweichend von der Bundesregelung ist in der Verwaltungsvorschrift zum Gesetz über das öffentliche Flaggen das Setzen der Europaflagge nur für den Europatag und den Tag der Wahlen zum Europäischen Parlament verlangt.

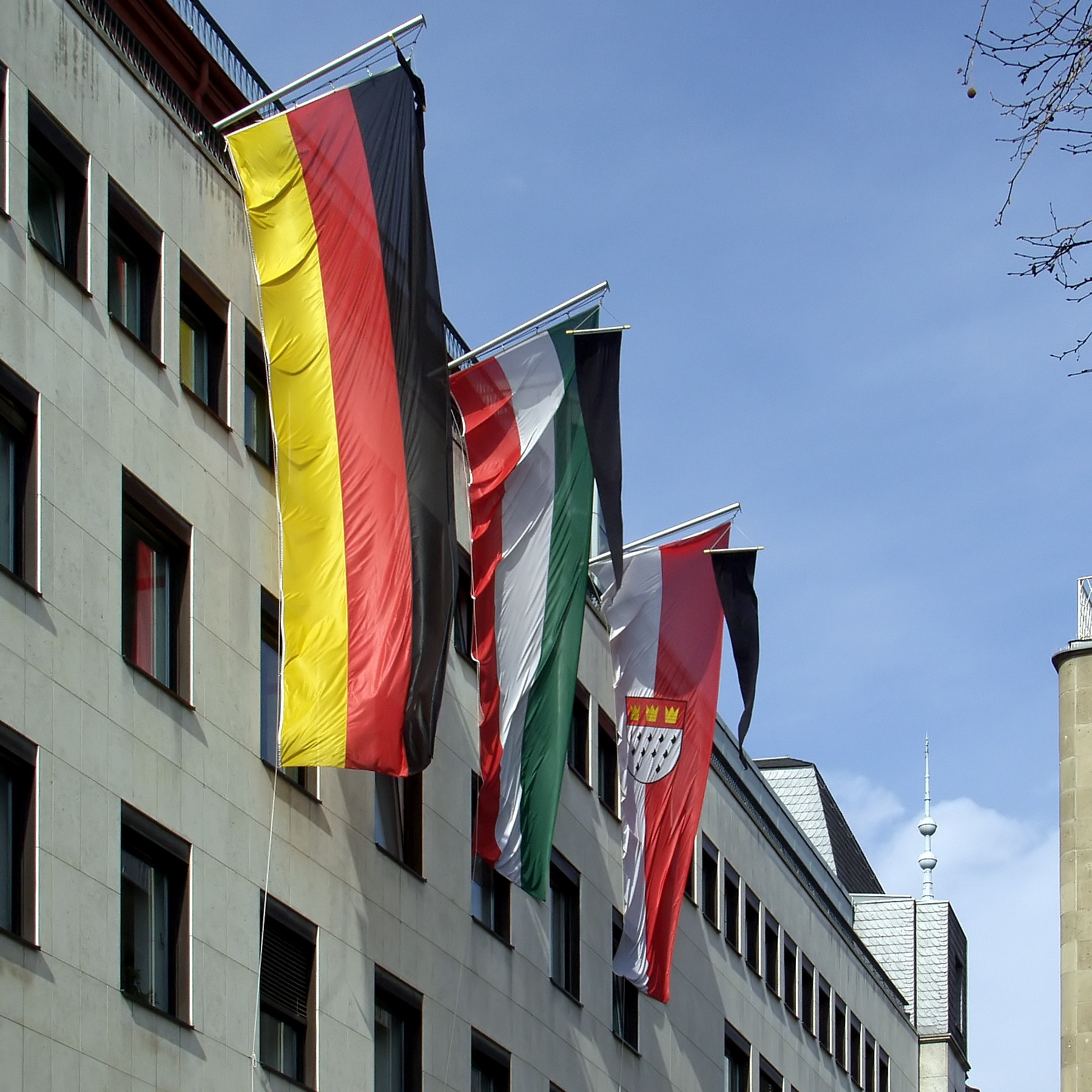
Trauerbeflaggung am Gebäude einer der Aufsicht des Landes Nordrhein-Westfalen unterliegenden Anstalt des öffentlichen Rechts in Köln: Bundes-, Landes- und Gemeindeflagge
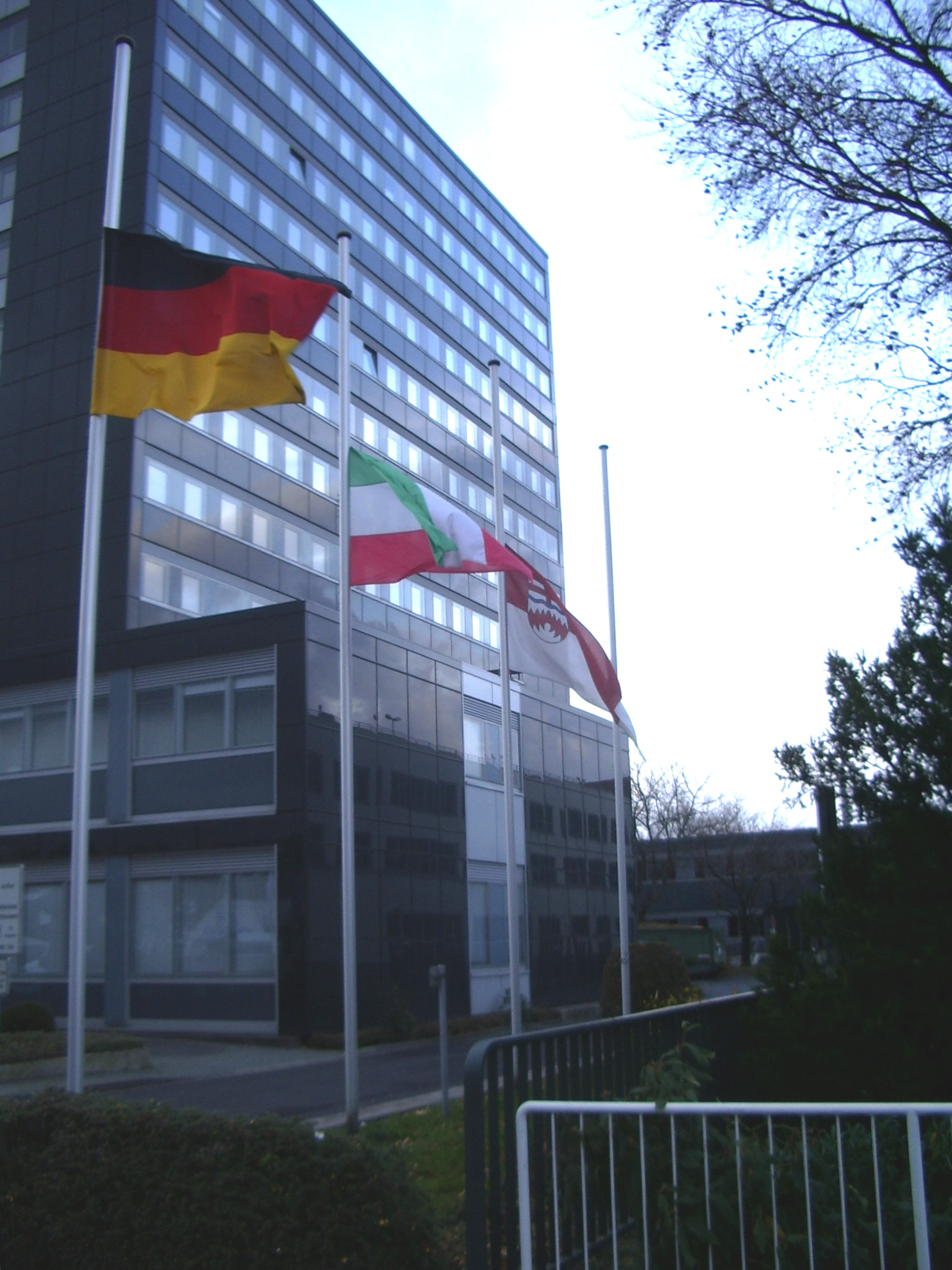
Korrekte Reihenfolge auf halbmast am Kreishaus in Paderborn zum Volkstrauertag 2008: Deutschland, Flagge Nordrhein-Westfalen und Kreis Paderborn.

### Rheinland-Pfalz
Rheinland-Pfalz schreibt in der Landesverordnung über die Beflaggung der Dienstgebäude den staatlichen und kommunalen Verwaltungen und den Körperschaften, Anstalten und Stiftungen des öffentlichen Rechts sowie öffentlichen Schulen die Beflaggung an denselben Tagen vor wie der Bundeserlass, zusätzlich am:
- 18. Mai – Tag des Inkrafttretens der Landesverfassung
- Tag der Landtagswahlen
- Tag der Kommunalwahlen

Weitere Beflaggungen ordnet der Ministerpräsident im Einvernehmen mit dem Minister des Innern, für Sport und Infrastruktur an. Staatliche Verwaltungen setzen die Landesflagge, alle anderen Organisationen die Bundes- oder Landesflagge. Daneben können Körperschaften des öffentlichen Rechts die Flagge setzen, die sie zu führen berechtigt sind. Am Europatag und dem Tag der Europawahlen ist soweit möglich die Europaflagge zu setzen. Die Beflaggung beginnt unabhängig vom Sonnenaufgang um 8 Uhr.

### Saarland
Die saarländische Hoheitszeichenverordnung schreibt die Beflaggung von Gebäuden der Landesbehörden und der Aufsicht des Landes unterliegender juristischer Personen des öffentlichen Rechts an denselben Tagen vor wie der Bundeserlass, zusätzlich am:
- 23. Oktober – Jahrestag der Saarabstimmung von 1955
- Tag der Wahlen zum Landtag

Weitere Beflaggungen ordnet das Ministerium für Inneres, Familie, Frauen und Sport an. Grundsätzlich sind Bundesflagge und Landesflagge zu zeigen, nach Möglichkeit auch die Europaflagge.

### Sachsen
- am Tag der Wahlen zum Sächsischen Landtag[21]

Zusätzlich zur deutschen und sächsischen Flagge erlaubt die sächsische Verfassung im sorbischen Siedlungsgebiet die Beflaggung mit der sorbischen Flagge sowie im ehemals schlesischen Teil des Landes das gleichberechtigte Führen der niederschlesischen Flagge.

### Sachsen-Anhalt
- 16. Juli – Tag der Ausfertigung der Verfassung des Landes Sachsen-Anhalt

### Schleswig-Holstein
- allgemeine Wahltage
- bei Tagung des Landtags nur das Landeshaus
- während der Kieler Woche

### Thüringen
Die Thüringer Verordnung über die Beflaggung öffentlicher Dienstgebäude schreibt die Beflaggung an denselben Tagen wie das Bundesrecht vor und zusätzlich an folgenden Tagen:
- allgemeine Wahltage (d. h. auch Landtags- und Kommunalwahlen)
- 25. Oktober – Tag der Verfassung des Freistaats Thüringen und des Thüringer Landtags

Des Weiteren sind die obersten Landesbehörden täglich beflaggt.